# Loxostege yuennanensis
Loxostege yuennanensis là một loài bướm đêm trong họ Crambidae.